# Art/tapes/22
Art/tapes/22, fondato fra la fine del 1972 e l'inizio del 1973 a Firenze, è stato uno dei quattro centri italiani di produzione della Videoarte.
Cogliendo l'esempio di Gerry Schum e delle sperimentazioni americane dei movimenti Fluxus, Maria Gloria Bicocchi e suo marito Giancarlo iniziarono a Firenze un'avventura d'avanguardia nella produzione di video d'arte, coinvolgendo nella loro vita privata una grande quantità di artisti emergenti che iniziarono a lavorare con i mezzi messi loro a disposizione dallo studio.
Art/tapes/22 ospita una comunità creativa che in soli quattro anni produce quasi 150 opere video. Vito Acconci, Giulio Paolini, Alighiero Boetti, Bill Viola, Pier Paolo Calzolari, Marina Abramović, David Ross, Arnulf Rainer, Charlemagne Palestine, Alberto Moretti, Maurizio Nannucci, Gilberto Zorio, Antoni Muntadas, Ketty La Rocca, Dennis Oppenheim, Urs Lüthi, Allan Kaprow, Jannis Kounellis, Joan Jonas, Joseph Beuys, David Hall, sono solo alcuni dei nomi che sono passati da Casa Bicocchi per produrre un lavoro. La documentazione fotografica backstage della realizzazione di queste opere è stata realizzata dal fotografo Gianni Melotti.
Alla fine del 1976 lo studio chiude e cede tutte le opere prodotte e parte della documentazione fotografica di Gianni Melotti all'Archivio Storico delle Arti Contemporanee ASAC dell'Ente Biennale di Venezia. Dopo il restauro conservativo, le opere prodotte da Art/tapes/22 sono oggi consultabili a Venezia.